# 喜引滨瘤海葵
喜引滨瘤海葵（学名：Haloclava praducta）为蠕形海葵科滨瘤海葵属的动物。分布于日本以及中国东海等海域，一般固着在泥沙中或固着于石头下。